# Харт, Мики
Майкл Джозеф  «Мики» Харт (родился в 1973 году в Лиффорде) — ирландский певец и автор песен. Он представлял Ирландию на конкурсе Евровидение в  2003 году  с песней  We've Got the World («Мы получили весь мир»), где занял 11-е место с 53 баллами.
Начал карьеру  в начале 90-х . 

## Личная жизнь
Жену Харта зовут Луиза. У пары  четверо детей:  Кейлай, Кайл, Сеола и Кристиан.